# 비련십년
비련십년은 한국에서 제작된 박근태 감독의 1966년 영화이다. 김석훈 등이 주연으로 출연하였고 차태진 등이 제작에 참여하였다.

## 출연

### 주연
- 김석훈
- 김지미
- 김동원

## 제작진
- 조명: 엄연종
- 미술: 이명수